# Stalins kossor
Stalins kossor är den finska författaren Sofi Oksanens debutroman, utgiven 2003. Boken översattes till svenska av Janina Orlov och utgavs i Sverige 2007.